# Amorphochelus bilobus
Amorphochelus bilobus är en skalbaggsart som beskrevs av Marc Lacroix 1997. Amorphochelus bilobus ingår i släktet Amorphochelus och familjen Melolonthidae. Inga underarter finns listade i Catalogue of Life.